# Hipácio (cônsul em 500)
Flávio Hipácio (em latim: Flavius Hypatius; em grego: Φλάβιος Ὑπάτιος; romaniz.: Phlábios Hypátios; m. janeiro de 532) foi um nobre bizantino de ascendência imperial que foi mestre dos soldados (magister militum) do Império Bizantino durante o reinado dos imperadores Anastácio I (r. 491–518) e Justino I (r. 518–527) e que acabou aclamado imperador pela multidão durante a Revolta de Nica.

## Vida

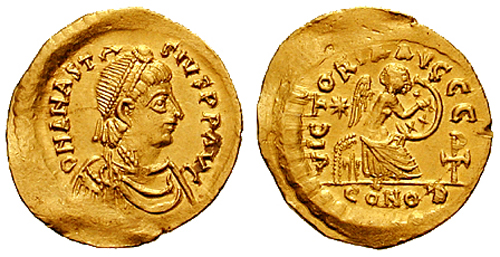
Semisse de r.

### Família
Hipácio nasceu em data desconhecida no século V e era filho de Secundino e Cesária, a irmã do imperador Anastácio I (r. 491–518), o que o tornava sobrinho de Anastácio. Era irmão de Pompeu e primo de Probo, o provável filho de Magna e Paulo. Em data incerta casou com Maria, cujo parentesco é desconhecido, com quem gerou Pompeu. Seu filho Pompeu, por conseguinte, era pai de João, mas as fontes não informam quem foi sua esposa. João desposou Prejecta, a sobrinha do futuro imperador Justiniano I (r. 527–565), reforçando os laços da parentela de Anastácio I com o trono imperial.

### Carreira

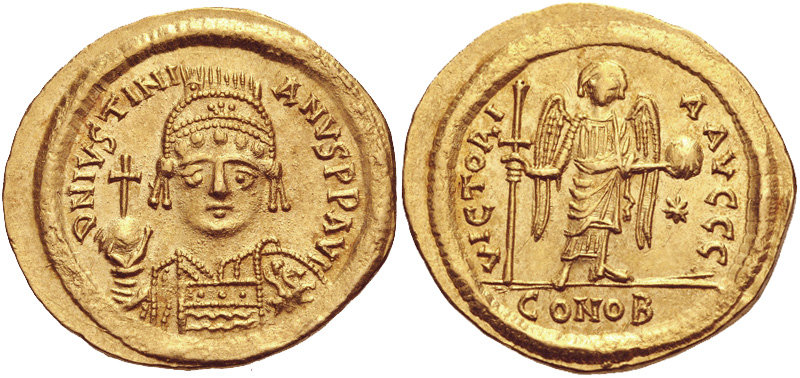
Soldo de r.

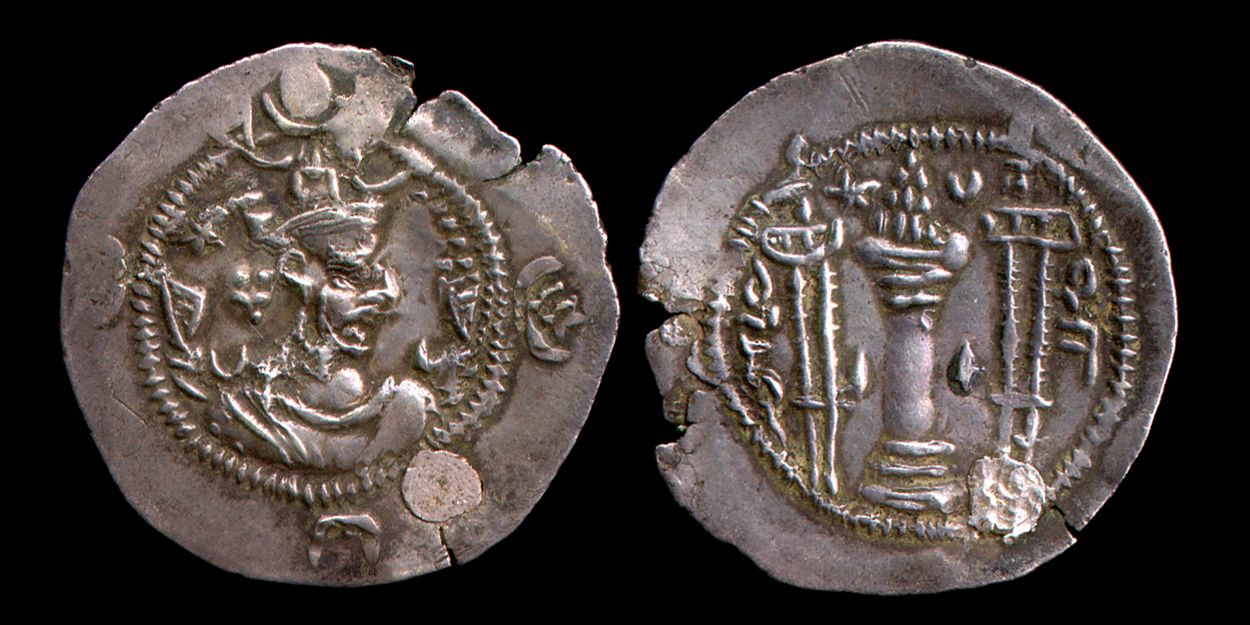
Dracma de (r. 488–496; 499–531)

O início da carreira de Hipácio é desconhecida, mas é provável que atuou como um dos comandantes militares que lutaram na Guerra Isaura (492–497). Em 500, foi designado cônsul oriental ao lado de Patrício. Em 503, serviu como mestre dos soldados na presença com Patrício. Em maio daquele ano, foram enviados ao Oriente com Areobindo para combaterem os exércitos do Império Sassânida na Guerra Anastácia (502–506). Hipácio e Patrício acamparam com 40 mil tropas em Sífrios, uma fortaleza situada a 350 estádios de Amida (Procópio, História das Guerras, I.8.10), que em janeiro caiu às tropas lideradas pelo xá Cavades I (r. 488–496; 498–531) e seus generais. Areobindo enviou Caliópio para solicitar ajuda contra um grande exército iraniano que estava perto de Nísibis, mas eles não se deslocaram. Mais a frente, abandonaram brevemente sua posição em perseguição a alguns iranianos em fuga, retornando quando um dos cativos prometeu trais os sassânidas e entregar Amida. Em agosto, Hipácio e Patrício encontraram e destruíram tropas heftalitas, os aliados dos sassânidas, mas ao se descuidarem, foram surpreendidos por Cavades, que os obrigou a fugir através do Eufrates rumo  a Samósata. Hipácio e Patrício foram responsabilizados pelos revezes no fronte oriental e a principal alegação usada contra eles foi de sua suposta covardia. No final do outono daquele ano, Hipácio foi reconvodado para Constantinopla e substituído por Céler.
Hipácio reaparece nas fontes em 513, quando servia como mestre dos soldados da Trácia. Sob seu comando estavam as tropas da Cítia Menor e Trácia, mas segundo João de Antioquia e Teófanes, o Confessor, era impopular. Quando servia na região, ofendeu a esposa do general Vitaliano, que desde então o considerou seu inimigo. Quando Vitaliano iniciou sua revolta e atacou Constantinopla, Hipácio foi substituído em sua posição por Cirilo e reconvocado à capital. No final do ano, após a derrota de Cirilo, Hipácio foi reenviado à Trácia para lidar com os revoltosos. É incerta qual posição ocupou, mas é possível que fosse um dos mestres dos soldados na presença, com Alatar servindo como seu subordinado na posição de mestre dos soldados da Trácia. Hipácio foi atacado, derrotado e levado prisioneiro por Vitaliano, que o insultou durante o tempo que permaneceu em cativeiro. Em 514, após pagamento de um resgate substancial pelo imperador Anastácio, Vitaliano aceitou libertá-lo.

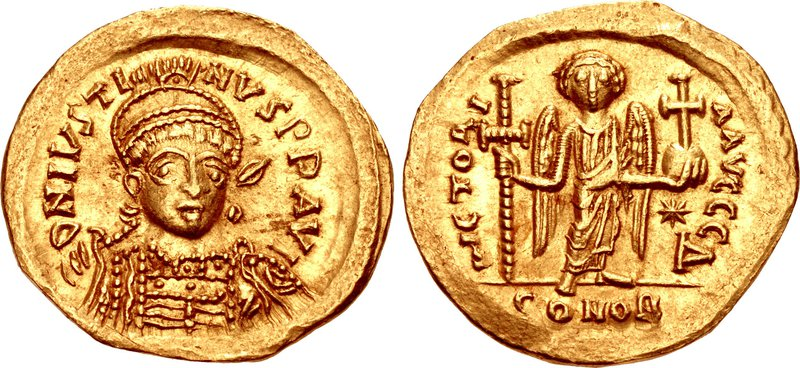
Soldo de r.

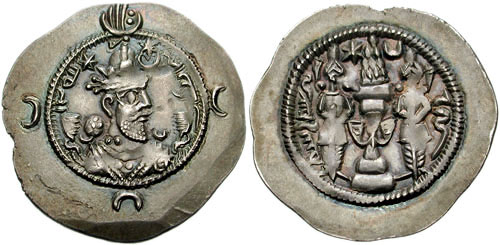
Dracma de r.

Hipácio foi destinatário de uma carta de Severo de Antioquia (carta 40) datada de 515/18 que tratou sobre a cidade de Tarso, na Cilícia. Outras duas cartas de Severo (45, de 513/18; 15, de 515/18), a primeira citando um mestre dos soldados do Oriente de nome incerto e outra se referindo a um general do Oriente, também de nome incerto, podem ter sido endereçadas a Hipácio. Caso essa hipótese esteja correta, Hipácio ocupou essa posição por essa época. Em 516, peregrinou à Palestina e estava em Jerusalém quando o patriarca João III (r. 516–524) anatematizou alguns importantes monofisitas. Pelo tempo que esteve na cidade, deixou ricos presentes às igrejas locais e aos monges Teodósio e Savas. Em 25 de julho de 517, estava em Egas, na Cilícia, onde encontrou Severo de Antioquia, mas não interagiu com ele por ser fiel ao Concílio da Calcedônia. Na ocasião, com base no hino 198 de Severo, Hipácio estava se dirigindo à fronteira com o Império Sassânida como mestre dos soldados do Oriente. É provável que tenha permanecido nessa posição até 518, quando Justino I (r. 518–527) designou Diogeniano à posição. Hipácio estava em Apameia em 519, quando o governador João Paládio Eutiquiano conduziu o inquérito sobre as reclamações contra o bispo Pedro. Em 7 de agosto de 520, reaparece nas fontes como mestre dos soldados do Oriente, como indicado por uma carta de Justino a respeito do bispo e clero de Cirro. Ainda estava na posição em 525 e em 525/6 foi referido nas fontes com o título honorífico de patrício. Em 525/6, o mestre dos soldados do Oriente e futuro imperador Justiniano enviou-o com Rufino para negociar a paz com Mebodes, o emissário de Cavades, e sugerir a adoção política de Cosroes por Justino. Alega-se que Hipácio teria conspirado com o emissário Seoses para impedir que a paz fosse concluída e Rufino apresentou acusações formais contra ele na corte, mas as investigações subsequentes foram inconclusivas.

Mapa anacrônico de Constantinopla

Em junho ou julho de 527, Hipácio foi readmitido na posição de mestre dos soldados do Oriente em substituição de Libelário. Após assumir sua posição, colaborou com Farasmanes nas negociações com os iranianos buscando a paz, mas fracassaram. Em 529, Justiniano o substituiu por Belisário. Em janeiro de 532, Hipácio e seu irmão Pompeu tiveram um papel menor na afamada Revolta de Nica. Segundo Procópio de Cesareia, no fim da tarde do quinto dia da insurreição, Justiniano ordenou que abandonassem o palácio e fossem para suas casas o mais rápido possível, pois suspeitava que estivessem envolvidos nalgum complô contra ele, ou que as circunstâncias os empurrasse a isso. Temendo que o povo os obrigasse a assumir a púrpura por conta de seu parentesco com Anastácio, teriam dito que agiriam mal se abandonassem-no naquelas circunstâncias, o que aumentou ainda mais as suspeitas de Justiniano, que reforçou as ordens. Na manhã seguinte, o povo tomou ciência de que não estavam mais abrigados no palácio e se dirigiram a eles, com Hipácio, a contragosto, sendo levado ao fórum de Constantino, onde foi declarado imperador com um colar de ouro que emulou a função da diadema imperial. Maria, esposa de Hipácio, tentou protegê-lo das massas, mas seus esforços foram em vão. A população deu seguimento ao plano e conduziu Hipácio, Pompeu e Juliano ao hipódromo.
Mais adiante, quando os revoltosos foram massacrados, Boraides e Justo, primos do imperador, capturaram Hipácio e Pompeu e os e deixaram no palácio, onde ficaram sob estrito confinamento. Diz-se que Pompeu chorou e lamentou, mas foi reprovado por seu irmão, sob alegação de que aqueles que estavam prestes a morrer injustamente deviam manter-se firmes. No dia seguinte, foram executados pelos soldados, que lançaram seus corpos no Bósforo. A execução foi confirmada por Conde Marcelino, Zacarias Retórico, Evágrio Escolástico, João Malalas, a Crônica Pascoal, Vitor de Tununa, Teófanes, o Confessor e João Zonaras. Segundo John Bagnell Bury, Justiniano não deve tê-los considerado diretamente responsáveis, mas os executou para eliminar possíveis instrumentos em outras conspirações de seus rivais. Justiniano ordenou que seus corpos fossem resgatados e sepultados em desgraça, mas depois permitiu que fossem enterrados junto a seus parentes da Igreja de Santa Maura. O poeta Juliano compôs os versos que foram inscritos em seu cenotáfio. Outros versos, possivelmente feitos pelo mesmo poeta, registram a construção do cenotáfio em sua honra pelo imperador. Suas propriedades foram tomadas por Justiniano, que depois devolveu a seus filhos todo o patrimônio que restou após ceder parte dele aos seus. Prisciano, em seu panegírico ao imperador Anastácio, afirmou que Hipácio era um homem a ser temido.